# بانک کارناتکا
بانک کارناتکا (انگلیسی: Karnataka Bank) شرکت خدمات مالی و بانکداری هندی است، که در سال ۱۹۲۴ تأسیس شد.